# Charlotte Geer
Pour les articles homonymes, voir Geer.
Charlotte Geer, née le 13 novembre 1957 à Greenwich (Connecticut), est une rameuse d'aviron américaine. 

## Carrière
Charlotte Geer participe aux Jeux olympiques de 1984 à Los Angeles et remporte la médaille d'argent en skiff.